# Johan Absalonsen
Johan Absalonsen (Flemløse, 16 settembre 1985) è un ex calciatore danese, di ruolo attaccante.

## Palmarès

### Club

#### Competizioni nazionali
- Campionato danese: 1

Brondby: 2004-2005
- Coppa di Danimarca: 4

Brondby: 2004-2005
Odense: 2006-2007
Copenhagen: 2011-2012
SønderjyskE: 2019-2020
- FFA Cup: 1

Adelaide Utd: 2018